# Tigaherang
Tigaherang is een bestuurslaag in het regentschap Ciamis van de provincie West-Java, Indonesië. Tigaherang telt 4918 inwoners (volkstelling 2010).